# Bröckau
Bröckau là một đô thị thuộc huyện Burgenland, bang Sachsen-Anhalt, Đức. Đô thị Bröckau có diện tích 7,9 km², dân số thời điểm ngày 31 tháng 12 năm 2006 là 390 người.